# Logfia gallica
 Logfia gallica   (L.) Coss. & Germ., 1843  è una specie di pianta angiosperma dicotiledone della famiglia delle Asteraceae (sottofamiglia Asteroideae).

## Etimologia
Il nome del genere è un anagramma del genere Filago. L'epiteto specifico (gallica) si riferisce alla Francia.
Il nome scientifico della specie è stato definito dal botanico Ernest Saint-Charles Cosson (1819-1889) e Jacques Nicolas Ernest Germain de Saint-Pierre (1815-1882) nella pubblicazione "Annales des Sciences Naturelles; Botanique" (Ann. Sci. Nat., Bot. sér. 2, 20: 291, t. 13, f. A) del 1843.

## Descrizione

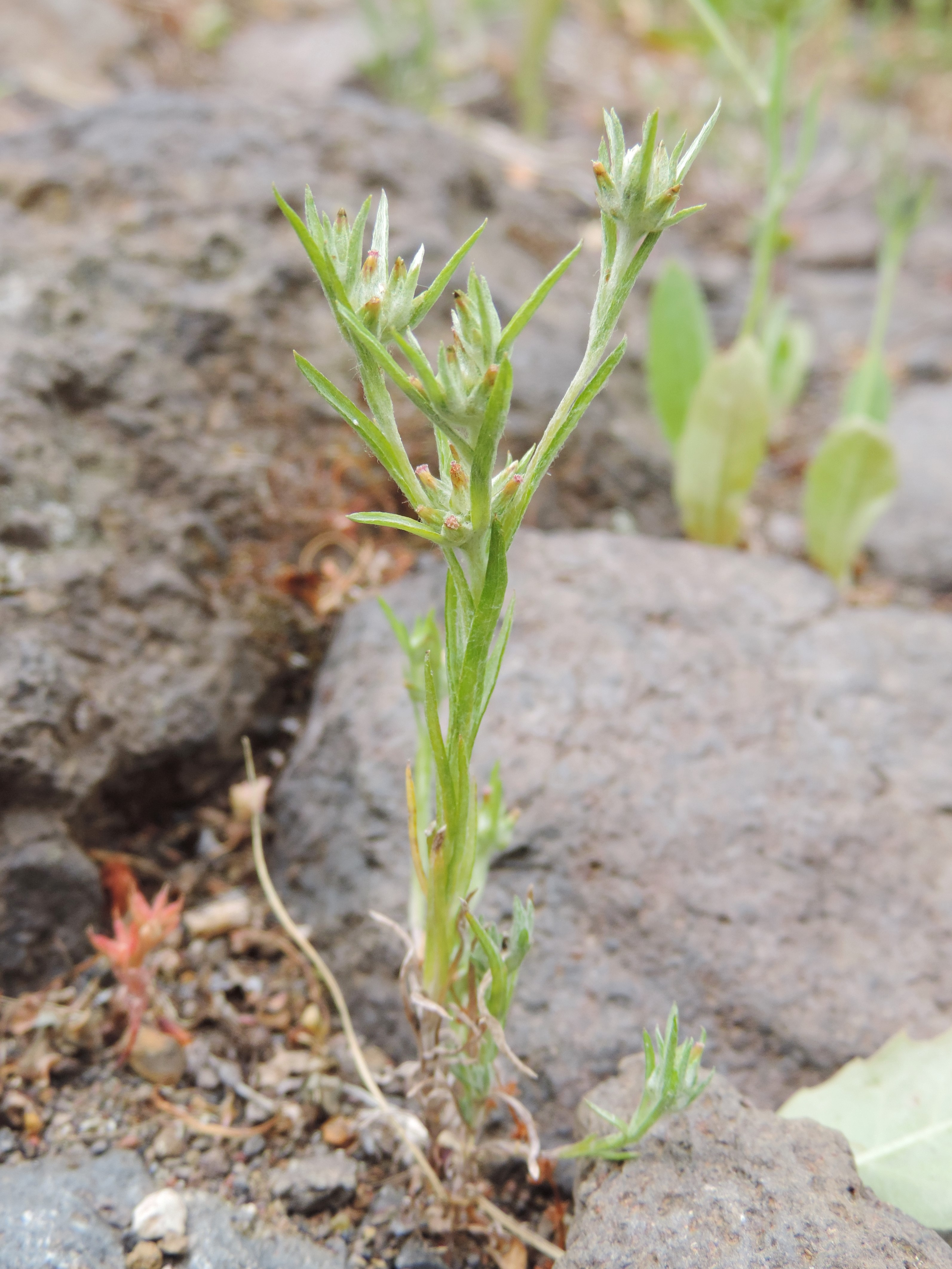
Il portamento

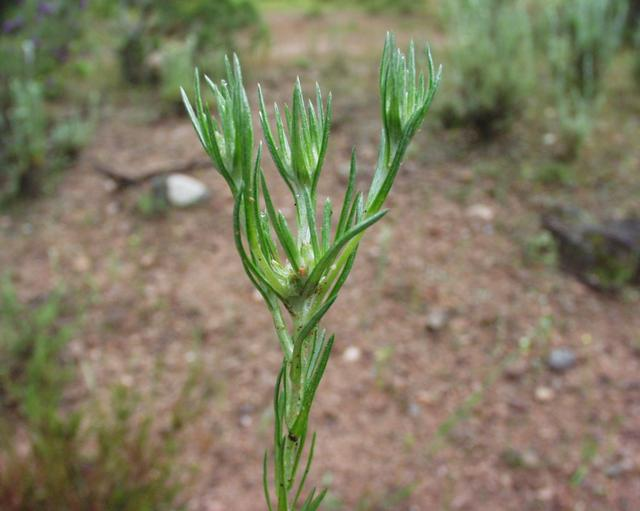
Le foglie

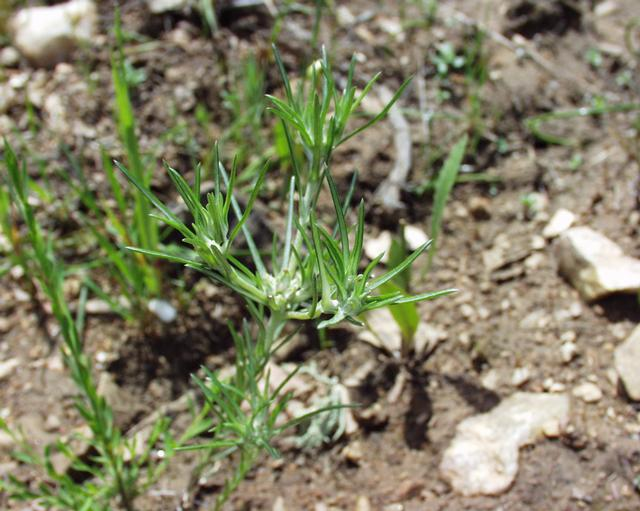
Infiorescenza

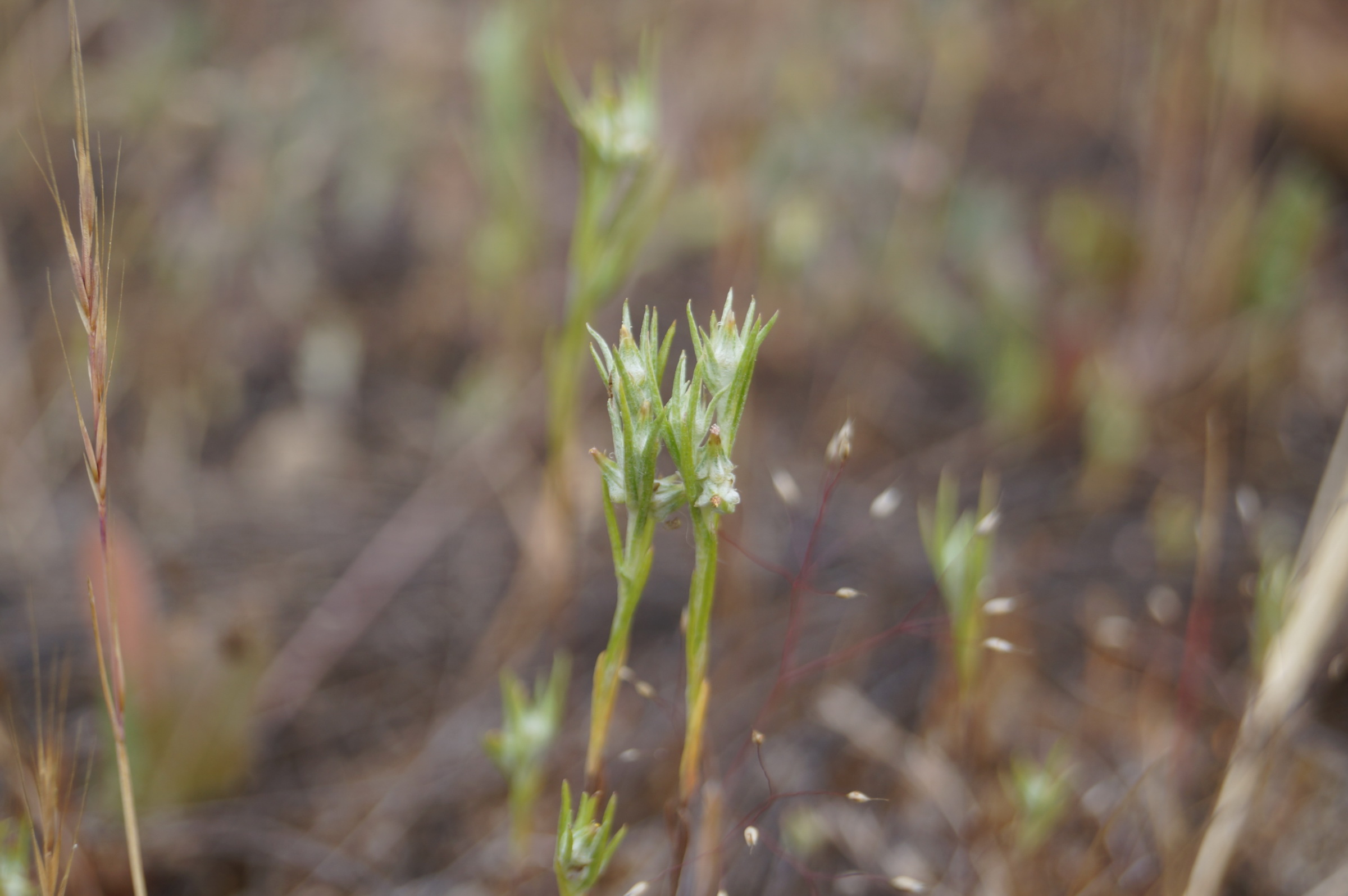
I fiori

Portamento. La specie di questa voce ha un habitus di tipo erbaceo annuale. La forma biologica è terofita scaposa (T scap), ossia in generale sono piante erbacee che differiscono dalle altre forme biologiche poiché, essendo annuali, superano la stagione avversa sotto forma di seme e sono munite di asse fiorale eretto e spesso privo di foglie. I cauli di queste piante sono provvisti del floema, ma non di canali resiniferi; mentre i sesquiterpeni lattoni sono normalmente assenti (piante senza lattice).
Fusto. La parte aerea in genere è eretta con portamenti variabili da ascendenti fino a prostrati. I fusti (massimo 5 per pianta) sono grigiastri (aracnoideo-sericeo). La ramosità, prossimale, è corimbosa. Altezza media: da 2 a 25 cm (massimo 50 cm).
Foglie. Le foglie sono disposte in modo alternato e sono sessili. La lamina è intera con forme generalmente strette e lineari (da subulate a lineari); i margini sono continui (in alcuni casi variano da concavi a involuti). Spesso la superficie è tomentosa o lanosa su entrambe le facce. Le foglie superiori (4 - 5) sono di tipo bratteale, hanno forme lineari (con apici acuti o subspinosi) e superano i capolini (da 2 a 5 volte); alla fioritura sono raggianti e ricurve. Dimensione delle foglie: larghezza 1 - 1,5 mm; lunghezza 10 – 20 mm (massimo 30 mm).
Infiorescenza. Le sinflorescenze sono scapose o composte da pochi capolini (da 3 a 10) raccolti in formazioni di glomeruli (le matrici sono di tipo a dicasio). Le infiorescenze vere e proprie sono formate da un capolino terminale sessile e ovoide di tipo discoide. I capolini sono formati da un involucro, con forme piramidali con 5 angoli acuti, composto da più o meno 5 brattee, al cui interno un ricettacolo fa da base ai fiori. Le brattee, a consistenza cartilaginea (nella metà superiore), colorate di marrone, con forme da ovali a lanceolate e prolungate in una punta acuta, sono disposte in modo più o meno embricato su più serie e possono essere connate alla base (strati di stereoma indiviso); talora possono avere un margine ialino. Alla fruttificazione le brattee medie dell'involucro avvolgono gli acheni in una guaina indurita. Il ricettacolo è nudo ossia senza pagliette a protezione della base dei fiori; la forma normalmente è conica (o obovoide). Dimensione dei capolini: diametro 2 - 2,5 mm; lunghezza 2,5 – 4 mm. Dimensione dell'involucro: 4 mm.
Fiori. I fiori sono tetra-ciclici (formati cioè da 4 verticilli: calice – corolla – androceo – gineceo) e pentameri (calice e corolla formati da 5 elementi). Sono inoltre tubulosi, attinomorfi e si distinguono in:
- fiori del disco esterni (da 8 a 12 per capolino): sono femminili e filiformi;
- fiori del disco centrali (da 2 a 3 per capolino): sono ermafroditi; le forme sono tubulari.

In questo gruppo di piante i fiori radiati (ligulati o del raggio) sono assenti; a volte sono confusi con i fiori femminili (tubulosi) del disco esterno più o meno sub-zigomorfi con un lembo piatto e possono essere interpretati come fiori del raggio.
- Formula fiorale:

*/x K {\displaystyle \infty }, [C (5), A (5)], G 2 (infero), achenio
- Calice: i sepali del calice sono ridotti ad una coroncina di squame.
- Corolla: la forma della corolla normalmente è tubolare con 5 lobi (raramente 4); i lobi hanno delle forme da lanceolate o deltate a lineari. I colori della corolla sono giallastri.
- Androceo: l'androceo è formato da 5 stami sorretti da filamenti generalmente liberi; gli stami sono connati e formano un manicotto circondante lo stilo; le teche (produttrici del polline) sono prive di sperone, ma hanno la coda (una sola); le appendici apicali delle antere hanno delle forme piatte; il tessuto endoteciale (rivestimento interno dell'antera) è quasi sempre polarizzato (con due superfici distinte: una verso l'esterno e una verso l'interno). Il polline è di tipo echinato (con punte sporgenti) a forma sferica è formato inoltre da due strati di ectesine, mentre lo strato basale è spesso e regolarmente perforato (tipo “gnafaloide”).[8]
- Gineceo: l'ovario è infero uniloculare formato da 2 carpelli. Lo stilo (il recettore del polline) è intero o biforcato con due stigmi nella parte apicale. Gli stigmi hanno una forma allungata; possono essere ricoperti da minute papille o avere dei penicilli apicali o dorsali. Le superfici stigmatiche sono separate.[8]
- Antesi: da maggio ad agosto.

Frutti. I frutti sono degli acheni con pappo. Gli acheni, dimorfici (i fiori esterni sono più lunghi di quelli interni), sono piccoli a forma oblunga; la superficie può essere ricoperta di piccoli peli doppi a forma clavata; il pericarpo può essere percorso longitudinalmente da alcuni fasci vascolari. Il pappo (lungo 2 - 2,5 mm) è formato 18 - 28 setole capillari barbate connate alla base.

## Biologia
Impollinazione: tramite insetti (impollinazione entomogama tramite farfalle diurne e notturne).

Riproduzione: la fecondazione avviene fondamentalmente tramite l'impollinazione dei fiori.

Dispersione: i semi cadono a terra e vengono dispersi soprattutto da insetti come formiche (disseminazione mirmecoria). Un altro tipo di dispersione è zoocoria: gli uncini delle brattee dell'involucro (se presenti) si agganciano ai peli degli animali di passaggio che portano così i semi anche su lunghe distanze. Inoltre per merito del pappo il vento può trasportare i semi anche per alcuni chilometri (disseminazione anemocora).

## Distribuzione e habitat

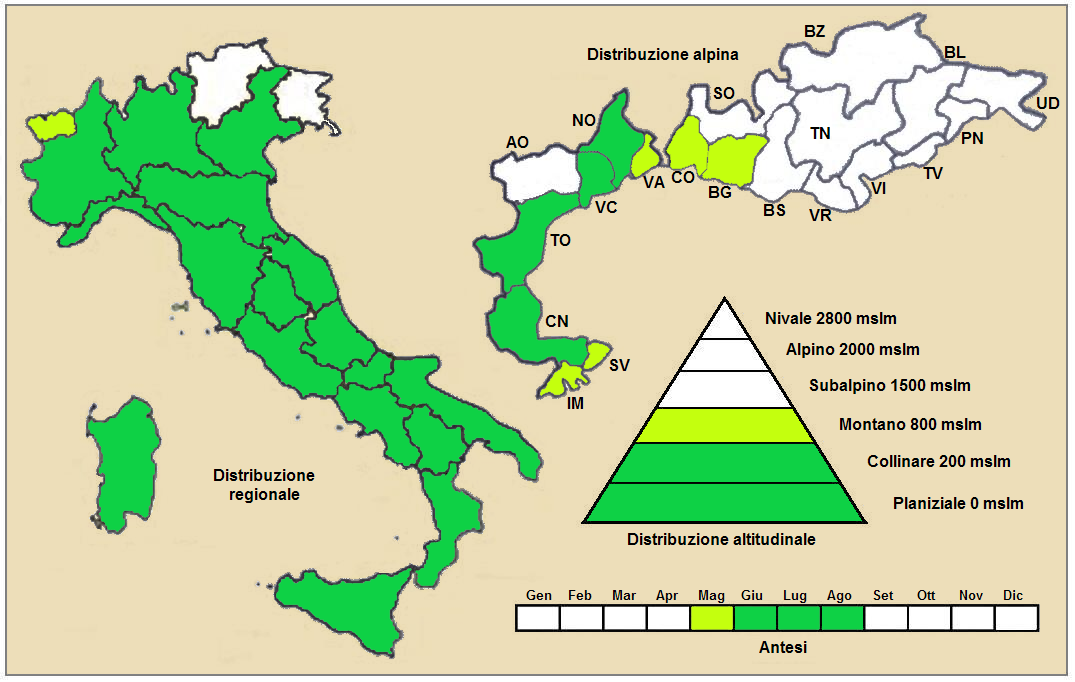
Distribuzione della pianta (Distribuzione regionale – Distribuzione alpina)

Geoelemento: il tipo corologico (area di origine) è Euri-Mediterraneo.
Distribuzione: in Italia questa specie si trova raramente su tutto il territorio. Fuori dall'Italia, sempre nelle Alpi, questa specie si trova in Francia. Sugli altri rilievi collegati alle Alpi è presente nel Massiccio del Giura, Massiccio Centrale e Pirenei. Altrove si trova in Africa mediterranea, Anatolia e Transcaucasia; è introdotta in Australia e Nord America.
Habitat: l'habitat preferito per queste piante sono i campi e gli incolti aridi. Il substrato preferito è siliceo con pH acido, medi valori nutrizionali del terreno che deve essere arido.
Distribuzione altitudinale: sui rilievi alpini, in Italia, queste piante si possono trovare fino a 1.500 m s.l.m.; nelle Alpi frequentano quindi i seguenti piani vegetazionali: collinare e in parte quello montano (oltre a quello planiziale).

### Fitosociologia
Dal punto di vista fitosociologico alpino L. gallica appartiene alla seguente comunità vegetale:
Formazione: delle comunità pioniere a terofite e succulente.
Classe: Thero-Brachypodietea
Ordine: Tuberarietalia guttatae

## Tassonomia
La famiglia di appartenenza di questa voce (Asteraceae o Compositae, nomen conservandum) probabilmente originaria del Sud America, è la più numerosa del mondo vegetale, comprende oltre 23.000 specie distribuite su 1.535 generi, oppure 22.750 specie e 1.530 generi secondo altre fonti (una delle checklist più aggiornata elenca fino a 1.679 generi). La famiglia attualmente (2021) è divisa in 16 sottofamiglie; la sottofamiglia Asteroideae è una di queste e rappresenta l'evoluzione più recente di tutta la famiglia.

### Filogenesi
Il genere di questa voce è descritto nella tribù Gnaphalieae, una delle 21 tribù della sottofamiglia Asteroideae. La sottotribù Gnaphaliinae è caratterizzata da portamenti di vario tipo con specie ginomonoiche e monoiche, da foglie con margini interi, da capolini disciformi omogami o eterogami e raramente radiati (o subradiati), dallo stilo con rami troncati e superfici stigmatiche separate apicalmente, da acheni glabri o con tricomi allungati e pappo ridotto.
Il genere Logfia appartiene al clade Flag, un gruppo informale monofiletico della sottotribù Gnaphaliinae che occupa una posizione più o meno "basale". In questo gruppo sono presenti specie dioiche (solo fiori femminili o solo fiori maschili) e piante a portamento cusciniforme. I capolini, in formazioni corimbose o spiciformi, possono essere sottesi da foglie bratteali. Il ricettacolo in alcuni casi è squamoso.
Il "Flag clade", da un punto di vista filogenetico, può essere suddiviso in due parti: il "Lucilia-group" basato sui tricomi degli acheni e il resto del clade (in posizione "basale") considerato "gruppo fratello" del primo. Il genere di questa voce appartiene al gruppo "basale" caratterizzato dall'assenza di tricomi. In particolare nel gruppo "basale" si individua un clade ben definito: il Filago group formato dai seguenti generi: Ancistrocarphus, Bombycilaena, Chamaepus, Cymbolaena, Evacidium, Evax, Filago, Logfia, Micropus, Psilocarphus e Stylocline, alcuni attualmente considerati sinonimi di Filago e inclusi in esso (Cymbolaena, Evacidium, Evax). Il principale carattere morfologico che definisce il gruppo sono le palee ricettacolari che sottendono, e più o meno racchiudono, i fiori femminili.
Logfia si distingue da Filago per i capolini solitari o in piccoli gruppi, per il numero delle brattee involucrali (5), inoltre quelle esterne includono profondamente i fiori femminili, in questi le corolle sono debolmente aderenti al frutto con forme oblunghe.
I caratteri distintivi della specie  Logfia gallica sono:
- dimensione delle foglie: larghezza 1 - 1,5 mm; lunghezza 10 - 20 mm;
- i capolini sono sessili e in formazione di glomeruli;
- alla fruttificazione le brattee medie dell'involucro avvolgono gli acheni in una guaina indurita;
- i fiori femminili sono 8 - 12, quelli ermafroditi 2 - 3.

Il numero cromosomico delle specie di questa voce è: 2n = 28.

### Variabilità
In areali più caldi (ad esempio in Sicilia) si possono trovare popolazioni con foglie più brevi (più piccole dei capolini), glomeruli più ricchi di capolini e brattee esterne più larghe. Questi individui a volte vengono indicati come Filago tenuifolia C. Presl. (binomio scientifico considerato sinonimo di L. gallica).
Nell'areale americano (specie introdotta) Logfia gallica tende a crescere con dimensioni più grandi che nel suo areale nativo (Mediterraneo).

### Sinonimi
Sono elencati alcuni sinonimi per questa entità:
- Filago gallica L.
- Gifola gallica  (L.) Myrz.
- Oglifa gallica  (L.) Chrtek & Holub
- Xerotium gallicum  (L.) Bluff & Fingerh.
- Filago filiformis  Lam.
- Filago gallica var. longibracteata  (Willk.) Willk.
- Filago gallica var. multicaulis  (Foucaud & E.Simon) Rouy
- Filago gallica var. nana  Rouy
- Filago gallica var. simplex  (Foucaud & E.Simon) Rouy
- Filago gallica var. tenuifolia  (C.Presl) DC.
- Filago gallica subsp. tenuifolia  (C.Presl) Arcang.
- Filago gallica var. tenuifolia  (C.Presl) P.Fourn.
- Filago germanica var. longibracteata  Willk.
- Filago tenuifolia  C.Presl
- Filago tenuifolia var. multicaulis  Foucaud & E.Simon
- Filago tenuifolia var. simplex  Foucaud & E.Simon
- Gnaphalium gallicum  L.
- Gnaphalium tenuifolium  (C.Presl) Bonnier
- Logfia subulata  Cass.
- Logfia tenuifolia  (C.Presl) H.J.Coste
- Xerotium subulatum  Dulac